# Cláudia Netto
Claudia Netto (Niterói, 19 de setembro de 1963) é uma atriz e cantora brasileira. Trabalhou em dezenas de musicais, onde teve a oportunidade de cantar obras de grandes compositores, como Cole Porter, George Gershwin, Irving Berlin, Stephen Sondheim, Chico Buarque, Antônio Maria, Lupicínio Rodrigues, Noel Rosa, entre outros. Participou de musicais como Na Bagunça do Teu Coração, Gardel, uma Lembrança, Metralha, Somos Irmãs, Hello Gershwin, Fred e Judy, That’s Entertainment, Sondheim Tonight, Um Dia de Sol em Shangrilá, Company e Império. Ela interpretou a professora Anna no musical O Rei e Eu, baseado no romance de Margaret Landon, com canções de Richard Rodgers e Oscar Hammerstein II. A adaptação brasileira foi dirigida por Jorge Takla e a versão brasileira assinada por Cláudio Botelho.
Cláudia foi aclamada por sua  atuação no musical Judy Garland - O Fim do Arco-Íris, onde protagonizou em 2012 a versão brasileira da dupla Moeller e Botelho, interpretando Judy Garland, tendo sido sucesso de público e crítica, e lhe rendendo indicações aos Prêmio Shell e Prêmio APTR. No mesmo ano, fez seu primeiro espetáculo solo, "Mulheres de Musical", em comemoração aos seus 50 anos. Espetáculo esse que foi sucesso de público e crítica.
Além da carreira teatral, Claudia também tem vários trabalhos na televisão e no cinema.

## Filmografia

### Televisão
| Ano           | Título                                | Personagem               | Notas                                  | Emissora   |
| ------------- | ------------------------------------- | ------------------------ | -------------------------------------- | ---------- |
| 1990          | Rainha da Sucata                      | Vesga                    | Participação especial                  | Rede Globo |
| 2000          | Você Decide                           | Lúcia                    | Episódio: "Oscar Matriz e Filial"      | Rede Globo |
| 2000          | Você Decide                           | Diva (jovem)             | Episódio: "Transas de Família: Part 5" | Rede Globo |
| 2002          | Pequena Travessa                      | Rosa Fantucci            |                                        | SBT        |
| 2003          | Sob Nova Direção                      | Lorena                   |                                        | Rede Globo |
| 2004–07       | A Diarista                            | Bárbara                  |                                        | Rede Globo |
| 2006          | JK                                    | Carmem Dulce             |                                        | Rede Globo |
| 2008          | Ciranda de Pedra                      | Dorinha Lessa            |                                        | Rede Globo |
| 2008          | Negócio da China                      | Dalva Falcão             |                                        | Rede Globo |
| 2010          | Dalva e Herivelto: uma Canção de Amor | Linda Batista            |                                        | Rede Globo |
| 2010          | Ti Ti Ti                              | Madame Perraux           | Participação especial                  | Rede Globo |
| 2011          | Divã                                  | Daisy Martins de Azevedo | Episódio: "A Morte, Tá Viva?"          | Rede Globo |
| 2011          | Força-Tarefa                          | Marilda                  |                                        | Rede Globo |
| 2013          | Flor do Caribe                        | Guiomar Albuquerque      |                                        | Rede Globo |
| 2015          | Sete Vidas                            | Catarina                 |                                        | Rede Globo |
| 2015          | Malhação: Seu Lugar no Mundo          | Florinda Leão Pereira    |                                        | Rede Globo |
| 2017          | Sol Nascente                          | Pietra                   |                                        | Rede Globo |
| 2018–presente | Detetives do Prédio Azul              | Leocádia Leal            |                                        | Gloob      |

### Cinema
| Ano  | Título                                    | Personagem        |
| ---- | ----------------------------------------- | ----------------- |
| 1997 | For All - O Trampolim da Vitória          | Jay Francis       |
| 2002 | Lost Zweig                                | Dorothea          |
| 2004 | Querido Estranho                          | Zezé              |
| 2009 | Divã                                      | Solista no teatro |
| 2016 | O Vendedor de Sonhos                      | Patricia          |
| 2018 | D. P. A. 2 - O Mistério Italiano          | Leocádia Leal     |
| 2022 | D. P. A. 3 - Uma Aventura no Fim do Mundo | Leocádia Leal     |
| 2025 | D.P.A. 4 - O Filme                        | Leocádia Leal     |

## Teatro
- 2025 - Mamma Mia!
- 2023 - Mamma Mia!
- 2023 - DPA: A Peça 1
- 2023 - DPA - A Peça 2
- 2021 - Brasileiro: Profissão Esperança[carece de fontes?]
- 2017 - Vamp o musical, participação especial.
- 2014 - Se Eu Fosse Você, O Musical.
- 2012 - Mulheres de Musical, seu primeiro show solo, em comemoração aos seus 50 anos.
- 2011 - Judy Garland - O Fim do Arco-Íris, direção de Charles Möeller e Cláudio Botelho
- 2010 - O Rei e Eu, direção de Jorge Takla.
- 2009 - Avenida Q, direção de Charles Möeller e Cláudio Botelho.
- 2006 - Império, de Miguel Falabella
- 2000 - Company, de Stephen Sondheim
- 2000 - Na Bagunça do Teu Coração
- 1999 - Somos Irmãs - Dircinha Batista
- 1986 - Gardel, Uma Lembrança

## Prêmios e indicações
| Ano  | Premiação                         | Categoria                | Trabalho                          | Resultado | Ref.  |
| ---- | --------------------------------- | ------------------------ | --------------------------------- | --------- | ----- |
| 2015 | Prêmio Bibi Ferreira              | Melhor Atriz Coadjuvante | Se Eu Fosse Você, o Musical       | Indicado  | [ 3 ] |
| 2014 | Prêmio Cesgranrio de Teatro       | Melhor Atriz em Musical  | Se Eu Fosse Você, o Musical       | Indicado  | [ 5 ] |
| 2012 | Prêmio Shell                      | Melhor Atriz             | Judy Garland - O Fim do Arco-Íris | Indicado  | [ 6 ] |
| 2012 | Prêmio APTR                       | Melhor Atriz             | Judy Garland - O Fim do Arco-Íris | Indicado  | [ 3 ] |
| 2012 | Prêmio Arte Qualidade Brasil      | Melhor Atriz             | Judy Garland - O Fim do Arco-Íris | Indicado  | [ 6 ] |
| 2002 | 30º Festival de Cinema de Gramado | Melhor Atriz Coadjuvante | Querido Estranho                  | Indicado  | [ 7 ] |
| 2001 | Prêmio Governador do Estado       | Melhor Atriz             | Company                           | Indicado  | [ 3 ] |

## Direção
Mulheres de Musical
Herivelto  como eu conheci
A Vedete do Brasil

## Roteirista
Longa-metragem  "O Avental Rosa" (Jayme Monjardim)

Mulheres de Musical